# Juan Antonio Moguel y Urquiza
Juan Antonio Moguel Urquiza (1745 - 1804) va ser un sacerdot i escriptor en èuscar; la seva novel·la Peru Abarca es considera la primera escrita en basc.
Nascut a Eibar, Guipúscoa. Va ser ordenat sacerdot el 1770 i destinat com a capellà a Xemin, barri de Markina. Va ser membre de la Reial Societat Bascongada d'Amics del País i va mantenir relacions intenses amb l'intelectualitat de la seva època (Peñaflorida, Samaniego, Astarloa, J.M. Aguirre, Humboldt o Vargas Ponce).
Era l'oncle dels escriptors en basc: Joan Jose i Bizenta Moguel.

## Obres

### Lingüística
- "Historia y geografía de España ilustrada por el idioma Vascuence" (1800)

- "Cartas y disertaciones de D. Juan Antonio Moguel sobre la lengua vascongada" publicades a Alemanya el 1847

En aquestes obres s'exposa la teoria del bascoiberisme
- "Nomenclatura de voces guipuzcoanas, sus correspondientes vizcaínas y castellanas, para que el puedan entender ambos dialectos"

- "Demostración práctica de la pureza, fecundidad y elocuencia del idioma Bascuence contra las preocupaciones de varios escritores extraños y contra algunos Bascongados, que sólo tienen noticia superficial del idioma patrio"(1802)

### Religió
Escriví i traduí obres religioses, la primera en el guipuscoà i les altres dues en dialecte biscaí.
- "Konfesio eta Komunioko Sakramentuen gañean erakasteak" (1800)
- "Konfesio ona" (1803)
- "Kristinauaren jakinbidea" (1805)

### Filosofia
- "Pascalen gogamenak" (1899): Escrit en biscaí basat en l'obra de Pascal

### Literatura
- "Alegiak" (1980, 1995): La majoria són traduccions de les faules d'Esop i Fedre.
- "El doctor Peru Abarca, catedrático de la lengua bascongada en la Universidad de Basarte o Diálogos entre un rústico solitario bascongado y un barbero callejero llamado Maisu Juan" (1802): Considerada la primera novel·la en euskera, obra capital. Impresa vuitanta anys després de ser escrita coneguda com Peru Abarka.